# Nasir ad-Din Tusi

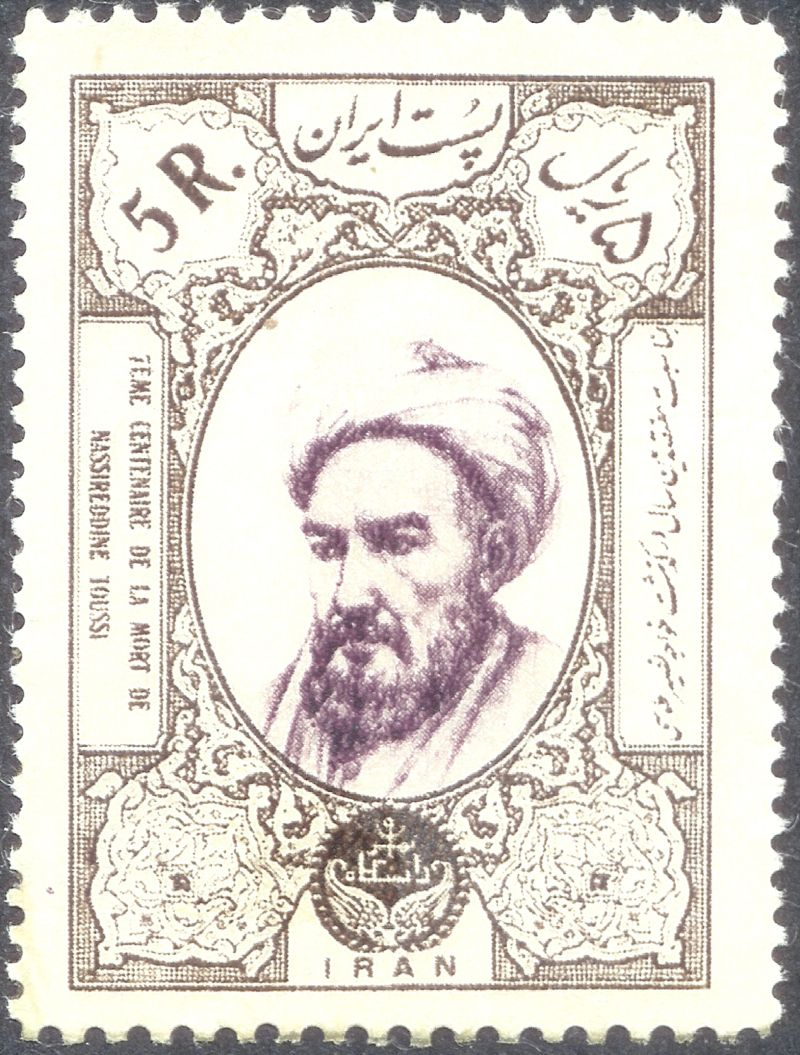
Irański znaczek pocztowy wydany z okazji 700-lecia śmierci Nasira Tusi

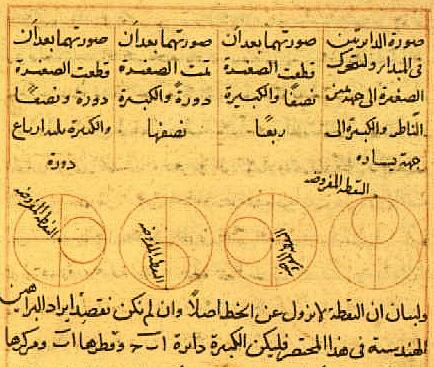
Tusi couple - XIII-wieczny szkic Nasir al-Dina Tusiego

Abu Dżafar Muhammad ibn Muhammad ibn al-Hasan Nasir ad-Din at-Tusi (ur. 18 lutego 1201 w Tusie, zm. 1274, okolice Bagdadu) – perski naukowiec, wyznania szyickiego. Znany jest jako filozof, astronom, teolog, lekarz oraz pisarz.

## Życiorys
Gdy armia Czyngis-chana zagarnęła jego ojczyznę, Nasir uciekł, aby przyłączyć się do nizarytów (asasynów) a w czasie gdy przemieszczał się z jednej twierdzy do drugiej, wniósł znaczny wkład do ówczesnej nauki. W trakcie inwazji Hulagu-chana, który zamierzał zniszczyć nizarytów, był głównym zwolennikiem kapitulacji. Asasynom przyniosła ona prawdziwą katastrofę, ponieważ Hulagu nie dotrzymał jej warunków, jednak Nasir stał się jednym z ulubieńców chana. Przyczynił się on w znacznym stopniu do podjęcia przez Hulagu decyzji o ataku na Bagdad i był jego posłem w trakcie negocjacji z ostatnim kalifem. Hulagu specjalnie dla niego zbudował obserwatorium w swojej stolicy Maraghe.
Tusi stworzył bardzo dokładne tablice ruchów planetarnych co opisał w swoim dziele Zij-i Ilkhani (Tablice Ilchanidów). Na ich podstawie określano położenie planet oraz nazewnictwo gwiazd. Jego model systemu planetarnego był w tym czasie najbardziej zaawansowany na świecie i obszernie wykorzystywany do momentu wprowadzenia modelu heliocentrycznego przez Mikołaja Kopernika.
Prawdopodobnie był pierwszym, który określił trygonometrię jako oddzielną część matematyki. Odkrył geometryczną metodę zwaną Tusi-couple (ang.) zamieniającą ruch prostoliniowy na sumę dwóch ruchów kołowych. Obliczył wartość precesji równonocy równą 51' i przyczynił się do konstrukcji wielu urządzeń astronomicznych z uwzględnieniem astrolabium. Stworzył też pierwszy rozbudowany system płaskiej oraz sferycznej trygonometrii.
Uważany jest za jednego z najwybitniejszych astronomów żyjących pomiędzy Ptolemeuszem a Kopernikiem.
60-kilometrowy krater uderzeniowy znajdujący się na południowej półkuli Księżyca nazwany jest na jego cześć kraterem Nasireddina.